# Bendungan, Subang
Bendungan är en administrativ by i Indonesien.   Den ligger i provinsen Jawa Barat, i den västra delen av landet, 100 km öster om huvudstaden Jakarta. Bendungan ligger vid sjön Situ Bendungan.